# Peter Frederik Suhm

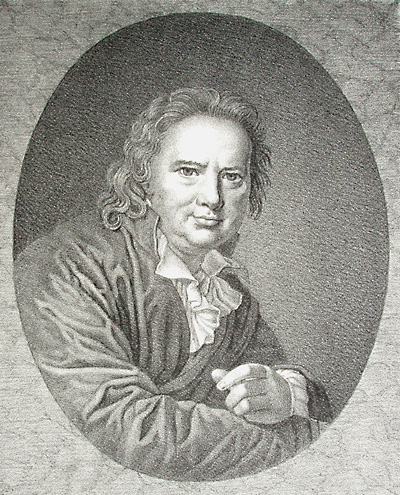
Peter Frederik Suhm

Peter Frederik Suhm (* 18. Oktober 1728 in Kopenhagen; † 7. September 1798 in Øverød Sjælland) war der bedeutendste dänisch-norwegische Historiker des 18. Jahrhunderts.

## Familie
Peter Frederik Suhm entstammte der dänischen Adelsfamilie Suhm und war ein Sohn des königlich dänischen Admirals, Deputierten und Ritter von Dannebrog Ulrik Frederik von Suhm (1686–1758) und dessen Frau Hilleborg Cathrine Lerche (1701–1767).
Er heiratete zunächst in Trondheim am 19. April 1752 Karen Angell (1732–1788), Tochter und Erbin des Kaufmanns und Etatsrats Lorentz Angell (1692–1751) und seiner Frau Sara Collett (1702–1756). Mit ihr hatte er einen Sohn, Ulrik Frederik Suhm (1761–1778), der jedoch jung verstarb.
In zweiter Ehe heiratete er am 18. Oktober 1788 Christiane Becker (1764–1799), Tochter des Hofapothekers Johann Gottfried Becker (1723–1790) und dessen Frau Anna Christina Torm (1738–1809). Mit ihr hatte er eine Tochter, Petra Friderica Christiane Suhm (1799–1823). Diese war die letzte ihres Geschlechts und trug nach Heirat am 18. November 1815 Namen und Wappen ihrem Ehemann Morten Willemoes (1787–1865) auf, der sich mit Patent vom 21. November 1821 Willemoes-Suhm nannte. Ein Sohn dieser Ehe war Peter Friedrich von Willemoes-Suhm. Auch diese Familie ist jedoch 1947 erloschen.

## Die Anfänge
Als Kind war er sehr lesebegierig und sein Lieblingsautor war Ludvig Holberg, der ihn auch kritisch bei seinen ersten Arbeiten begleitete. Ab 1746 studierte er Jura und erhielt darüber hinaus eine Ausbildung in Mathematik, Tanz, Reiten, Zeichnen und Musik. 23. Februar 1748 wurde er beisitzender Richter am Hofgericht und bekam danach eine Praktikantenstelle am Obersten Gerichtshof. 1749 wurde er Mitglied der „Danske Selskab til den nordiske Histories og Sprogs Forbedring“. Er übersetzte Komödien von Plautus und französische Theaterstücke.

## Suhm in Trondheim

### Familie Angell
Zu seiner ersten Ehefrau, Karen Angell hatte er über die Halbschwester seines Großvaters Generalin Frølich Kontakt bekommen. Durch die Ehe bekam er Zugang zu einem der größten Vermögen Norwegens. Er hatte sich verpflichtet, in Trondheim zu leben, solange seine Schwiegermutter Sara Collett lebte. Außerdem hoffte er auf den Erbteil des kinderlosen Bruders Thomas Angell des verstorbenen Lorentz Angell, der Teilhaber an dessen Geschäft gewesen war. Aber diese Hoffnung zerschlug sich, da es 1761 zum Bruch mit dem Onkel kam, möglicherweise, weil Suhm sich zu sehr um die französische Gesellschaftsdame des Hauses kümmerte, vielleicht aber auch nur, weil Thomas Angell das gesamte Vermögen seines Bruders verwaltete und das Ehepaar Suhm ihren Unterhalt aus seinen Händen empfangen mussten. Thomas Angell bezahlte 300 000 Reichsthaler als Karen Angells Erbteil aus und vermachte seinen eigenen Teil wohltätigen Zwecken.

### Das wissenschaftliche Wirken
Schon seit 1751 war er mit den Gebildeten der Stadt bekannt. Seine ökonomische Stellung ermöglichte ihm eine ausgesuchte Sammlung von Büchern. Die Bibliothek umfasste am Ende über 100 000 Bände. Suhm und der Rektor der Lateinschule Gerhard Schøning studierten Sprachen und widmeten sich historischen Interessen. Sie teilten sich ihr Forschungsgebiet auf, indem Suhm sich mit der dänischen, Schøning mit der norwegischen Geschichte befasste. Diese Zusammenarbeit mündete 1757 in der Schrift Forsøg til Forbedringer i den gamle Danske og Norske Historie (Versuch zu Verbesserungen in der alten dänischen und norwegischen Geschichte), die große Aufmerksamkeit erregte, so dass die beiden Autoren 1758 Mitglieder der Wissenschaftsgesellschaft in Kopenhagen wurden.
Das wissenschaftliche Milieu in Trondheim wurde dadurch weiter gestärkt, dass Johan Ernst Gunnerus dort 1758 Bischof wurde. Suhm wurde zu einem eifrigen Sammler und Kommentator der historischen Quellen. Er teilte diese nach Leibniz in „Sprachen“, „Monumente“ und „Schriften“ ein. Die Behandlung der Sprache als historische Quelle führte er neu ein, und er schrieb hierzu eine Reihe historischer Abhandlungen. 1761–1765 gab er unter dem Pseudonym Philalethus die Zeitschrift Trondhiemske Samlinger heraus, in der er Buchbesprechungen, ökonomische und gelehrte Abhandlungen, Prosastücke und Übersetzungen von lateinischen Klassikern, aber auch Aufsätze über die Landwirtschaft veröffentlichte. Seine Tätigkeit gilt als Vorläufer für die spätere patriotische „Selskabet for Norges Vel“ (Gesellschaft für das Wohl Norwegens).
Zusammen mit Schøning und Bischof Gunnerus gründete er auf Initiative des Bischofs 1760 „Det Kongelige Norske Videnskabers Selskab“. Suhm leistete einen großzügigen Beitrag zu dieser Gesellschaft und förderte auch deren Schriftenreihe. Die Gesellschaft sammelte Bücher, Antiquitäten und Naturalien die zum Grundstock für Trondheims Universitätsbibliothek und Wissenschaftsmuseum wurden. Die Verbindung zwischen Intellektuellen und Vermögenden schuf ein gutes wissenschaftliches Milieu.

## Suhm in Kopenhagen
Nach dem Bruch mit dem Onkel seiner Frau zog er 1765 zurück nach Kopenhagen. Dort kaufte er ein großes Haus und betätigte sich als Mäzen. So half er vielen Kollegen. Auch öffnete er seine Bibliothek den Forschern und Studenten. Vor seinem Tod verkaufte er die Bibliothek an den König unter dem Vorbehalt, dass er sie zeit seines Lebens nutzen könne. Die Gegenleistung bestand in einer lebenslangen Rente für seine Witwe. Die Bücher kamen später in die Königliche Bibliothek, ein Teil 1811 an die Universität Christiania.
1771 wurde er Mitglied der Kommission, die die Handschriften von „Den Arnamagnæanske Samling“ herausgeben sollte, und 1785 wurde er Mitglied einer Kommission zur Verbesserung des Unterrichtswesens. 1787 erhielt er den Titel „Königlicher Historiograph“. Er nahm auch aktiv an der politischen Debatte teil. Er war für eine freie Verfassung, ein gewähltes Parlament und ein begrenztes Wahlrecht. Er verfasste einen entsprechenden Verfassungsentwurf, der aber erst postum veröffentlicht wurde. Außerdem setzte er sich für Dänisch als offizieller Sprache statt des Deutschen ein. Er klagte häufig darüber, dass viele gebildete Dänen und Beamte, die zeitlebens in Dänemark wohnten, kein Dänisch konnten.
Suhm konzentrierte sich aber auf die Geschichtsforschung. 1776 kam sein erstes wirkmächtiges Werk heraus: Danmarks, Norges og Holstens Historie i Udtog, til den studerende Ungdoms Tjeneste. Es war das erste Schulbuch, das den Schülern Geschichte und vaterländisches Denken vermitteln sollte. Es folgten 1769 Forsøg til et Udkast af en Historie om Folkenes Oprindelse i Almindelighed (Versuch eines Entwurfs für eine Geschichte des Ursprungs von Völkern im Allgemeinen), 1770 Om de nordiske Folks ældste Oprindelse (Über die ältesten Ursprünge des skandinavischen Volkes), 1772 Om Odin og den hedniske Gudelære og Gudstjeneste udi Norden (Über Odin und die heidnische Götterlehre und den Gottesdienst im Norden), 1772–1773 Historie om de fra Norden udvandrede Folk in zwei Bänden (Geschichte um die von Norden ausgewanderte Bevölkerung), 1774–1781 Kritisk Historie af Danmark in vier Bänden, dazu noch Genealogiske Tabeller (1779). Diese Schriften sind heute ohne Bedeutung, haben aber damals die Zeitgenossen stark bewegt, insbesondere die Götterlehre und die Kritische Geschichte Dänemarks.
1782 veröffentlichte er den ersten Band der insgesamt 14 Bände von En Historie af Danmark. Der besondere Wert dieses Werkes liegt in der Veröffentlichung der Quellen. Sein Plan war, die Geschichte bis zum Tod Christophs von Baiern 1448 zu verfassen. Er kam aber nur bis 1400. Bei seinem Tod waren erst die ersten sechs Bände erschienen. Die übrigen wurden postum besorgt, was angesichts der fast unleserlichen Handschrift als große editorische Leistung angesehen werden darf. Darüber hinaus schrieb er viele weitere historische Arbeiten, aber auch Belletristik. Er veröffentlichte auch ein Lehrbuch Tids-Regning til Ungdommens nytte, und zusammen mit Rasmus Nyerup (1759–1829)  gab er auch Nye Samlinger til den danske historie heraus. Nyerup wurde auch sein Biograf und fasste Suhms kleinere Schriften in dem Werk Suhmianazusammen, darunter auch dessen Verfassungsentwurf, was ihm Schwierigkeiten bereitete, da man diese Veröffentlichung als gegen das verabschiedete „Königsgesetz“ gerichtet ansah. Suhms Schriften erschienen in vielen Auflagen, noch lange nach seinem Tod. Seine Arbeit ermöglichte es den Historikern des 19. Jahrhunderts in Skandinavien sich im Quellenmaterial zu orientieren.

## Seine Laufbahn bei Hofe
Suhm wurde 1747 Hofjunker, 1749 Kammerjunker und 1783 Kammerherr. 1751 wurde er Etatsrat und 1769 Konferenzrat.

## Gedenken
Nach Peter Frederik Suhm sind die Suhmsgade in Kopenhagen und die Suhms gate in Oslo benannt.